# Haglöfs
Haglöfs是一家瑞典的户外装备制造商，生产的产品包括背包、睡袋、鞋类，以及专为恶劣环境设计的高质量户外服装。
该公司由Wiktor Haglof创建于1914年，那时他将自己制作的背包卖给当地的森林工人。
在2023年12月，狮岩资本收购了Haglöfs，从而使其脱离了之前由亚瑟士（ASICS）拥有的所有权。